# 湖社畫會

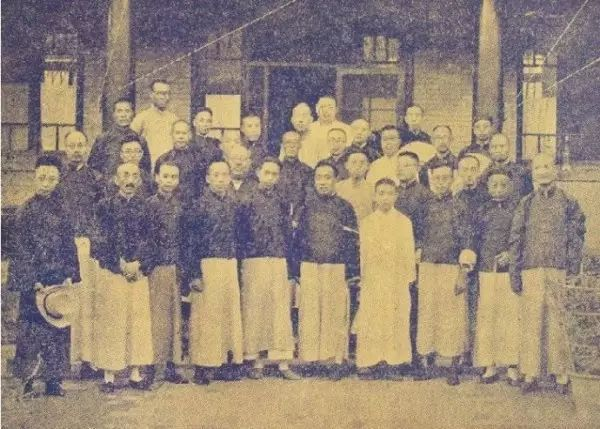
1928年湖社会员留影

湖社畫會，簡稱湖社，是1927年（一說1926年）1月15日在北平成立的一個美術協會。當時金北樓（号藕湖，于1920年创立中国画学研究会）逝世方三月，其子金潜庵（名金开藩，欲竞争中国画学研究会会长未果后）與其同门于金北樓舊居墨茶阁（后改名石梅花庵，钱粮胡同十五号）組成湖社，金潜庵任总干事。后来因为墨茶阁地方太小而搬至“中央公园董事会南舍中”，即今中山公园内，多次于此举办“唐宋元明古画展”。出版物为《湖社月刊》。抗日战争时期停止活动，直到1985年和1990才在沈阳和北京两地恢复。

## 历史
湖社之“湖”源自金北楼的号“藕湖”。他的故友秦曾荣曾说湖社“命名之意，以先公曾有别字曰藕湖，凡及门弟子之才可深造者均以湖字为号，故即名之曰湖社”。其成员多来自原先的中国画学研究会，他们为了纪念恩师而以“湖” 为号，但实际在金北楼在世之时就有很多弟子（如陈少梅）以湖为号了。
湖社成立之后发展迅速，1927年11月15日始出版《湖社月刊》，在1931年湖社于平津一带开展览会时已有“二百余会员”，展出作品多达“四百三十余件”。1932年9月在中山公园举行的第六次成绩展参展作品达近千余。王扆昌在1947年编的《民国三十六年美术年鉴 》列出过湖社成员名单，共273人。1931年创立天津分会，是其最主要的分会，此外还有镇江、泰安和上海分会。
抗日战争爆发之后湖社活动陷入停滞，抗战胜利后，当时在天津的陈少梅等试图重组湖社，但未能如愿。中华人民共和国成立之后惠孝同、孙菊生等也曾有类似的计划，但都以失败告终。直到1985年和1990年，湖社才分别由沈阳和北京两地的原成员恢复。1991年 , 北京的湖社画会的正式名称由 “中华湖社画会 ” 改为 “北京湖社画会”，继续出版《湖社月刊》，但规模远不及原来的湖社。沈阳的湖社则依托鲁迅美术学院活动。

## 外部連接
- 湖社月刊出版時間 （页面存档备份，存于）（日語）